# Candy Store Rock
Candy Store Rock är en låt av Led Zeppelin på albumet Presence från 1976. Låten är skriven av Robert Plant och Jimmy Page. Textmässigt hämtar låten inspiration från Elvis låtar. Den spelades aldrig i sin helhet live av gruppen.